# Meet the Press
Meet the Press est une émission de télévision politique américaine créée en 1947 et diffusée chaque dimanche matin sur la chaîne de télévision NBC. 
Créée par les journalistes Martha Rountree et Lawrence E. Spivak, elle est la première émission politique de ce genre à la télévision. C'est la plus grande longévité de toute l'histoire la télévision du monde, elle est le programme télévisé le plus ancien de la télévision du monde. 
Meet the Press est présentée depuis 2023 par la journaliste Kristen Welker (en).

## Format
Meet the Press est ce qu'on appelle aux États-Unis un Sunday-morning talk-show, un type d'émission d'actualité politique diffusé en matinée sur chacun des grands réseaux de télévision américain, et composé d'interviews, de commentaires sur l'actualité et de débats. L'émission fait donc face, sur le même créneau horaire, aux autres Sunday-morning talk-show des chaînes concurrentes, dont This Week sur ABC, Face the Nation sur CBS et Fox News Sunday sur FOX.
Le format actuel de l'émission est assez éloigné de celui de l'émission d'origine, qui consistait en un jeu de questions/réponses entre un invité politique et un panel de journalistes de presse écrite.

## Présentateurs
L'émission a été animée, au cours de son histoire, par treize journalistes différents. Martha Rountree est la première personne à avoir présenté l'émission lors de son lancement en 1947. Jusqu'en 2023, elle est restée la seule femme à avoir occupé le poste jusqu'en 2023.
Son présentateur emblématique est Tim Russert, qui l'a présenté durant 16 ans. L'émission est présentée depuis 2023 par Kristen Welker.
Les journalistes ayant présentés l'émission sont, par ordre chronologique :
- Martha Rountree, de 1947 à 1953,
- Ned Brooks, de 1953 à 1965,
- Lawrence E. Spivak, de 1966 à 1975,
- Bill Monroe, de 1975 à 1984,
- Roger Mudd (en) et Marvin Kalb, de 1984 à 1985,
- Marvin Kalb, de 1985 à 1987,
- Chris Wallace, de 1987 à 1988,
- Garrick Utley (en), de 1989 à 1991,
- Tim Russert, de 1991 à 2008,
- Tom Brokaw, en 2008,
- David Gregory, de 2008 à 2014,
- Chuck Todd, depuis 2014 à 2023,
- Kristen Welker (en), depuis 2023.

## Diffusion

### États-Unis
L'émission est diffusée chaque dimanche, à 9 heures Heure de l'Est, sur l'ensemble des stations du réseau NBC, à l'exception des stations de New York et de Washington qui la diffusent à 10 heures et 30 minutes.
Elle est rediffusée le même jour, dans l'après-midi à 14 heures, ainsi que le lendemain à 4 heures du matin sur MSNBC, la chaîne d'information en continu du groupe NBCUniversal.

### À l'international
L'émission est disponible dans plusieurs pays à travers le monde. Elle est notamment diffusée sur :
- CNBC Europe, disponible dans certains pays européens dont la France,
- CNBC Asia disponible dans certains pays d'Asie,
- Seven Network disponible en Australie,
- Talk TV disponible aux Philippines.